# Nikka Vonen
Nikka Vonen, née le 14 novembre 1836 à Fjaler (Vestlandet) et morte le 29 novembre 1933, est une folkloriste, femme de lettres et enseignante norvégienne.

## Biographie
Vonen naît en 1836 à Dale i Sunnfjord (en) de la sage-femme Berthe Helene Skjærdal et du forgeron, armurier et horloger Bertel Johannesson Vonen.
Vonen publie ses premiers contes folkloriques sous anonymat de 1865 à 1866, puis elle diffuse 24 contes dans le magazine Dølen de 1868 à 1869 sous les titres Æventyr fraa Sunnfjord et Segner fraa Sunnfjord, fortalde av gamle Synnve. Elle rédige ses œuvres en danois, mais elle soutient le mouvement nynorsk et devient la première femme membre de la Vestmannalaget (nn), la première association de langue nynorsk. Elle étudie dans plusieurs écoles féminines et obtient un diplôme d'enseignement à l'école Hartvig Nissen (en) à la fin des années 1860. En 1869, elle cofonde le Nikka Vonens Pigeinstitutt, une école pour filles à Dale, dont elle est présidente de 1871 à 1907. Vonen pratique l'escalade au Jotunheimen avec des pionniers comme Emanuel Mohn (en), Ernst Sars (en) et William Cecil Slingsby. Elle est une des premières femmes à gravir le Galdhøpiggen,. Elle est rédactrice au magazine Urd et soutient le mouvement féministe.
Vonen est décorée de la médaille d'or du Mérite du Roi Oscar II.